# Уперше заміжня
«Уперше заміжня» (рос. «Впервые замужем») — повнометражний кольоровий художній фільм виробництва СРСР, поставлений на Кіностудії «Ленфільм» 1979 року режисером Йосипом Хейфіцем за однойменним оповіданням Павла Ниліна.
Прем'єра фільму в СРСР відбулася в серпні 1980 року.

## Сюжет
Тоня провела з коханим Аркашею тільки одну ніч. Завагітніла. Дізнавшись, що вона в положенні, Аркаша, не залишивши адреси, подався працювати на Ангару. Тоня народила дочку Тамарочку. Ростила її одна, ні в чому їй не відмовляла. Працювала прибиральницею в НДІ. Було важко. Дочка виросла егоїстичною, черствою. Дізнавшись, що мати працює зовсім не лаборанткою, стала матері соромитися, тим більше, що зібралася заміж за молоду людину з провінції на ім'я Валерій, який також соромився своїх батьків, якщо справа не стосувалася «матеріального інтересу». Вийшла дочка заміж і виставила мати з квартири, умовивши переїхати до сестри. Тоня змирилася і з цією жорстокістю. До сестри не поїхала. Перебивалася, як могла. Від відчаю і самотності жити їй не хотілося. Переборовши себе, поїхала за адресою, даною подругою, до самотнього, овдовілого кілька років тому чоловіка, який мріяв знайти хорошу жінку. Поїхала з горя і залишилася назавжди… Любов справжня, вистраждана народилася, коли Тоня вже перестала сподіватися.

## У ролях
- Євгенія Глушенко — Антоніна Болотникова, мати-одиначка
- Микола Волков — Юхим Омелянович Пуришев, вдівець (озвучив Олександр Дем'яненко)
- Валентина Теличкіна — Галина Борисівна, подруга Антоніни
- Світлана Смирнова — Тамара Болотникова, дочка Антоніни
- Ігор Старигін — Валерій Перевозчиков
- Надія Климентович — Тамара в дитинстві
- Федір Балакірєв — Ворожейкін
- Галина Волкова — Зоя, подруга Тоні
- Тетяна Голишева-Маренко — подруга Тоні
- Сергій Іванов — Юрій Єрмолайович Гвоздецький, асистент режисера
- Микола Карамишев — батько Валерія
- Надія Карпеченко — подруга Тоні
- Ніна Мамаєва — Ликера Петрівна, сторож в лабораторії
- Олексій Михайлов — комендант гуртожитку
- Микола Муравйов — Олексій Іванович Куликов, залицяльник
- Олена Соловйова — Олена
- Людмила Старіцина — офіціантка
- Віра Титова — адресат
- Анатолій Столбов — Савелій Савелійович, чоловік Галини
- Юрій Дедович — Геннадій Павлович, жених в клубі «Кому за 30»
- Людмила Аржанікова — жінка на вечорі «Кому за 30»
- Гелена Івлієва — жінка на вечорі «Кому за 30»
- Віктор Михайлов — кавалер
- Валерій Смоляков — співробітник НДІ
- Павло Первушин — селянин на возі (озвучив Георгій Штиль)
- Станіслав Фесюнов — міліціонер
- Сергій Никоненко — актор в ролі гусара на зйомках фільму
- Олег Хроменков — актор в ролі гусара на зйомках фільму
- Олег Єфремов — член кінознімальної групи
- Олексій Таташвілі — епізод
- Кирило Філін — Кирило

## Знімальна група
- Автори сценарію - Павло Нілін, Йосип Хейфіц. За однойменним оповіданням Павла Ніліна
- Постановка - Йосип Хейфіц
- Головний оператор - Володимир Дьяконов
- Головний художник - Юрій Пугач
- Композитор - Олег Каравайчук
- Звукооператор - Ігор Вигдорчик
- Режисери - Н. Чалікова, В. Аристов
- Оператор - А. Горьков
- Монтаж - Раїса Ізаксон
- Редактор - Всеволод Шварц
- Грим - Т. Воробйової, Миколи Еленбогіна
- Костюми - Тетяни Кочергіной
- Художник-фотограф - А. Манукян
- Асистенти: 
  - Режисера - В. Родченко, Т. Бузян, А. Медведєв
  - Оператора - А. Тимошин
- Помічник режисера - Г. Заіграєва
- Майстер світла - О. Третьяков
- Адміністративна група - Н. Юдіна, В. Горошникова, М. Довладбегян, М. Рябкова, Е. Арцеховський
- Директор картини - Генріх Хохлов

## Цікаві факти
- Ансамбль, в якому танцює дочка головної героїні, в оповіданні Павла Ніліна називається «Блакитні півні».
- Зйомки проходили упродовж літа 1979 року в місті Горький (Нижній Новгород).
- Актриси, що грають у фільмі мати і дочку, мають різницю у віці лише чотири роки: Євгенія Глушенко народилась у 1952-му році, Світлана Смирнова — в 1956-му.

## Відзнаки
- 1980 — Приз «За найкраще виконання жіночої ролі» Євгенії Глушенко на XIII ВКФ
- 1980 — Приз письменникові Павелу Нілін на XIII ВКФ
- 1980 — Головна премія фільму на XXII МКФ в Карлових Варах (ЧССР)